# Bioculturele diversiteit
Bioculturele diversiteit is gedefinieerd als de diversiteit van het leven in al zijn biologische, culturele en taalkundige uitingsvormen. Deze vormen zijn niet alleen aan elkaar gerelateerd, maar hebben zich ook ontwikkeld in een proces van co-evolutie. In de loop van de geschiedenis heeft zich een grote mate van bioculturele diversiteit ontwikkeld. In gebieden in Centraal-Afrika, Latijns-Amerika en Zuidoost-Azië die bewoond worden door inheemse volkeren gaat hoge biodiversiteit vaak samen met hoge diversiteit in bevolking en taal. Deze gebieden gelden als hotspots van bioculturele diversiteit. Maar ook in Nederland komen veel uitingen van bioculturele diversiteit voor.

## Oorsprong van het begrip
Het begrip is eind 20e eeuw ontstaan vanuit de gedachtegang dat de diversiteit van het leven op aarde niet alleen van biologische, maar ook van culturele aard is. In deze visie worden natuur en cultuur niet tegenover elkaar gesteld, maar worden de verschillende vormen van biodiversiteit en culturele diversiteit als twee aan elkaar gerelateerde onderdelen van het leven op aarde beschouwd. Vooral in verschillende tropische gebieden met een grote biodiversiteit bleek een grote diversiteit in etniciteit en talen te bestaan onder de inheemse bevolking. Delen van deze bevolking leven nog nauw samen met de natuur. Hun diversiteit in talen weerspiegelt de variatie in lokale kennis en beleving van de natuur. Ook komt hun specifieke relatie tot de natuur tot uiting in een veelheid van culturele vormen van natuurbeleving en gebruik, bijvoorbeeld in de vorm van heilige bossen. Dergelijke relaties kunnen diep reiken en nauw samenhangen met de specifieke lokale identiteit van de bevolking. In studies kwam de term ‘bioculturele diversiteit’ op als bruikbare benaming voor deze materie.

## Ontwikkeling van het begrip
De specifieke vormen van biodiversiteitsgebruik door inheemse volken werden al eerder officieel erkend in het internationale Biodiversiteitsverdrag (Convention on Biological Diversity, 1992). Dit verdrag benadrukt het belang van de inheemse kennis voor behoud en beheer van biodiversiteit. De aandacht voor de diversiteit in lokale vormen van beleving van de natuur nam verder toe door het UNESCO-Overeenkomst voor het Werelderfgoed (1972), dat uniek cultureel en natuurlijk erfgoed in de wereld beschermt. In 2005 werd het onder dit verdrag mogelijk om naast natuur- en cultuurerfgoederen ook gemengde erfgoederen te beschermen onder de noemer van cultuurlandschappen. Deze landschappen weerspiegelen hoe door menselijke activiteiten specifieke vormen van biodiversiteit met cultuurhistorische waarde tot stand kwamen. In Europa komen veel van dergelijke cultuurlandschappen voor. Het begrip bioculturele diversiteit verwijst daarom in Europa met name naar de relaties tussen cultuur- en natuurerfgoederen. Daarnaast is er aandacht voor de invloed van culturele dynamiek op de ontwikkeling van nieuwe vormen van bioculturele diversiteit. In deze zienswijze hoeft modernisering geen bedreiging voor biodiversiteit te zijn, maar kan het ook nieuwe vormen van samenleven met biodiversiteit met zich mee brengen.

## Hotspots van bioculturele diversiteit in de tropen
In de tropen zijn drie hotspots van bioculturele diversiteit geïdentificeerd: het Amazonebekken, Centraal-Afrika en Zuidoost-Azië. In deze gebieden is er vaak sprake van verlies van zowel biodiversiteit als culturele diversiteit. Daarom wordt in het kader van enerzijds het internationale Biodiversiteitsverdrag en anderzijds de Internationale Verklaring van de Rechten van Inheemse Volkeren (UN Declaration on the Rights of Indigenous Peoples, 2007) voor deze gebieden gepleit voor bescherming van niet alleen biodiversiteit maar ook van de inheemse cultuur. Bioculturele hotspots worden berekend door per land het gemiddelde te nemen van de biodiversiteit en de culturele diversiteit. Men komt tot de laatste “op basis van de diversiteit aan talen, religies en etnische groepen in een land".

## Vormen van bioculturele diversiteit in Nederland
In Nederland komt bioculturele diversiteit tot uiting in de historische cultuurlandschappen en in traditionele agrobiodiversiteit. De waardering voor deze historische vormen van bioculturele diversiteit blijkt uit de aanwijzing van Nationale Landschappen, gekenmerkt door de aanwezigheid van zowel historische landschapselementen als van oude cultuurelementen in de vorm van archeologische monumenten. Voorbeelden van zulke historische landschapselementen zijn heidevelden met schaapskooien en soms ook hunebedden, grafheuvels, kastelen en landgoedhuizen met bijbehorende parken, half-natuurlijke bekenstelsels met watermolens en verdedigingslinies zoals de Hollandse Waterlinie. Ook worden in verschillende gebieden weer oude traditionele gewassen en veerassen geteeld en is er hernieuwde belangstelling voor historische boselementen. Behalve aandacht voor dergelijke vormen van behoud van historische vormen van bioculturele diversiteit, neemt de aandacht ook toe voor nieuwe vormen van bioculturele diversiteit die ontstaan als gevolg van culturele dynamiek. Ter vergroting van de belevingswaarden van natuurgebieden worden niet alleen oude cultuurelementen gerestaureerd maar ook nieuwe kunstobjecten ontwikkeld. Ook worden er in de moderne verstedelijkte gebieden in toenemende mate aangepaste vormen van wilde natuur gestimuleerd die haaks staan op de traditionele zienswijze dat steden de tegenpool van natuur zijn. Tevens komt er in het kader van natuurbeheer meer aandacht voor nieuwe typen van natuurterreinen die aansluiten op nieuwe vormen van natuurbeleving. Voorbeelden hiervan zijn pluk- of voedselbossen waar mensen de natuur letterlijk kunnen proeven of natuurbegraafplaatsen die een bos een nieuwe spirituele waarden geven.

## Beleid voor bioculturele diversiteit
Het belang van behoud van bioculturele diversiteit wordt internationaal erkend. In 1988 werd dit belang voor het eerst geformuleerd in de Declaration of Belém. Deze declaratie benadrukt het belang van behoud van bioculturele diversiteit van inheemse volken en traditionele lokale gemeenschappen in tropische gebieden. Deze gedachte werd verder uitgewerkt in het kader van het internationale Biodiversiteitsverdrag (1992) en het Internationale Verdrag voor Bescherming van Inheemse Volkeren (2007). Het belang van de culturele en spirituele waarden van biodiversiteit kreeg speciale aandacht in een studie van het Global Biodiversity Assessment Programma van de UNEP. Deze studie leidde tot het eerste algemene overzichtswerk over bioculturele diversiteit in met name tropische gebieden (Posey, 1999). Het begrip werd vervolgens ook opgenomen in de uitwerking van de Overeenkomst voor het Werelderfgoed (UNESCO World Heritage Convention) en het daaraan gelieerde Cultural Landscapes programma. De verdere samenwerking tussen het Biodiversiteitsverdrag en UNESCO resulteerde in 2014 in de Florence Declaration over de relatie tussen biodiversiteit en culturele diversiteit in Europa. In Nederland werd de aandacht voor cultureel erfgoed in natuurgebieden bevorderd door de Nota Belvedere uit 1999 over de relatie tussen cultuurhistorie en ruimtelijke inrichting.